# 692 (číslo)
Šest set devadesát dva je přirozené číslo. Následuje po čísle šest set devadesát jedna a předchází číslu šest set devadesát tři. Římskými číslicemi se zapisuje DCXCII a řeckými číslicemi χϟβ.

## Matematika
692 je:
- Deficientní číslo
- Složené číslo
- Nešťastné číslo

## Astronomie
- (692) Hippodamia je planetka hlavního pásu, kterou objevili v roce 1901 Max Wolf a August Kopff

## Ostatní
- +692 je mezinárodní telefonní předvolba Marshallových ostrovů

## Roky
- 692
- 692 př. n. l.